# قبعة الجرس
قبعة الجرس أو الجَاروسة هي قبّعة نسائية على شكل الجرس، تكوة ن في الكثير الغالب من اللِّباد. اخترعت في عام 1908  وكانت شائعة في أوروبا من حوالي عام 1922 إلى عام 1933. أُشتق الاسم (بالإنجليزية: cloche hat)‏
من الكلمة (بالفرنسية: cloche)‏،والتي تعني «الجرس».
عادة ما تكون القبعات المصنوعة من اللباد بحيث تتماشى مع الرأس، وعادة ما تكون مصممة بحيث يتم ارتداؤها في أسفل الجبهة، وتكون عيون مرتديها أقل بقليل من الحافة.